# Пентленд, Лоуренс
Лоуренс Генри Пентленд (англ. Lawrence Henry Pentland; 6 апреля 1879, Маркетт, Канада — 2 ноября 1923, Виннипег, Канада) — канадский игрок в лакросс, чемпион летних Олимпийских игр 1904.
На Играх 1904 в Сент-Луисе Пентленд входил в состав первой сборной Канады. Его команда выиграла у команды США и сразу же заняла первое место, выиграв золотые медали.